# Bienestar subjetivo
El bienestar subjetivo (BS - en inglés subjective well-being) es una medida de bienestar autoreportada, que es medible a partir de una serie de cuestionarios.
Ed Diener desarrolló un modelo de tres factores de bienestar subjetivo en 1984, el cual describe cómo las personas experimentan la calidad de sus vidas e incluye tanto reacciones emocionales como juicios cognitivos. Plantea "tres componentes del bienestar distintos pero a menudo relacionados: afecto positivo frecuente, afecto negativo poco frecuente y evaluaciones cognitivas como la satisfacción con la vida".
Por lo tanto, el BS abarca estados de ánimo y emociones, así como evaluaciones de la satisfacción de uno con áreas generales y específicas de la vida. Los conceptos abarcados por el BS incluyen la felicidad.
El BS tiende a ser estable a lo largo del tiempo y está fuertemente relacionado con los rasgos de personalidad. Existe evidencia de que la salud y el BS pueden influir mutuamente entre sí, ya que la buena salud tiende a asociarse con una mayor felicidad, y varios estudios han encontrado que las emociones positivas y el optimismo pueden tener una influencia beneficiosa en la salud.

## Construcción del Bienestar Subjetivo
Diener y sus colaboradores argumentaron que los diversos componentes del BS representan construcciones distintas que deben entenderse por separado, aunque estén estrechamente relacionadas. Por lo tanto, el BS puede ser considerado "un área general de interés científico en lugar de un solo constructo específico". Debido al enfoque específico en los aspectos subjetivos del bienestar, las definiciones del BS por lo general excluyen las condiciones objetivas como las condiciones materiales o la salud, aunque éstas pueden influir en las calificaciones del BS. Las definiciones del BS, por lo tanto, se centran en cómo una persona evalúa su propia vida, incluidas las experiencias emocionales de placer versus dolor en respuesta a eventos específicos y evaluaciones cognitivas de lo que una persona considera una buena vida. Los componentes del BS relacionados con el afecto incluyen afecto positivo (experimentar emociones y estados de ánimo agradables) y bajo afecto negativo (experimentar emociones y estados de ánimo desagradables y angustiantes), así como "afecto general" o "equilibrio hedónico", definido como el equilibrio general entre positivo y afecto negativo, y generalmente se mide como la diferencia entre los dos. El afecto positivo alto y el afecto negativo bajo a menudo están altamente correlacionados, pero no siempre.

## Componentes de Bienestar Subjetivo
Hay dos componentes del BS. Uno es el equilibrio afectivo y el otro es la satisfacción con la vida. Las puntuaciones de un individuo en las dos medidas se suman para producir una puntuación total del BS. En algunos casos, estos puntajes se mantienen separados.
- Equilibrio afectivo

El equilibrio afectivo se refiere a las emociones, estados de ánimo y sentimientos que una persona tiene. Estos pueden ser todos positivos, todos negativos, o una combinación de ambos positivos y negativos. Algunas investigaciones también muestran que los sentimientos de recompensa están separados del afecto positivo y negativo.
- Satisfacción de vida

La satisfacción con la vida (juicios globales de la vida) y la satisfacción con dominios específicos de la vida (por ejemplo, la satisfacción laboral) se consideran componentes cognitivos del BS. El término "felicidad" también se usa comúnmente con respecto al BS y se ha definido de diversas maneras como "satisfacción de deseos y metas" (por lo tanto, relacionado con la satisfacción con la vida), como "preponderancia de afecto positivo sobre negativo" (por lo tanto, relacionado con componentes emocionales del BS), como "satisfacción", y como un "estado de ánimo optimista y consistente" y puede implicar una evaluación afectiva de la vida de una persona como un todo. La satisfacción con la vida también se puede conocer como el componente "estable" en la vida de una persona. Los conceptos afectivos del BS pueden considerarse en términos de estados emocionales momentáneos, así como en términos de estados de ánimo y tendencias a largo plazo (es decir, cuánto afecta de manera positiva y / o negativa a una persona en general durante un período de tiempo dado). La satisfacción con la vida y, en algunas investigaciones, la felicidad se suele considerar durante largos períodos de tiempo, hasta la vida de uno. La "calidad de vida" también se ha estudiado como una conceptualización del BS. Aunque su definición exacta varía, generalmente se mide como una agregación de bienestar en varios dominios de la vida y puede incluir componentes tanto subjetivos como objetivos.

### Medición de los Componentes del Bienestar Subjetivo
La satisfacción con la vida y el equilibrio del afecto son generalmente evaluados de manera independientemente.
- La satisfacción con la vida se mide utilizando un método de autoinforme. Una medida común para la satisfacción con la vida son los cuestionarios o test.

- El equilibrio afectivo generalmente también se mide utilizando un método de autoinforme. Un ejemplo de una medición del balance afectivo es el PANAS (Programa de Afectos Negativos de Afectos Positivos).[16]

A veces, una sola pregunta con respecto al BS intenta capturar una imagen general. Por ejemplo, el Informe sobre la felicidad en el mundo utiliza una encuesta en la escala de Cantril, en la que se les pide a los encuestados que piensen en una escalera, con la mejor vida posible para ellos un 10, y la peor vida posible con un 0, y luego se les pide que califiquen su posee vidas actuales en esa escala de 0 a 10.
El problema con las mediciones de la satisfacción con la vida y el equilibrio afectivo es que son autoinformes. El problema con los autoinformes es que los participantes pueden estar mintiendo o al menos no diciendo toda la verdad en los cuestionarios. Los participantes pueden estar mintiendo o absteniéndose de revelar ciertas cosas porque están avergonzados o pueden estar completando lo que creen que el investigador quiere ver en los resultados. Para obtener resultados más precisos, se han utilizado otros métodos de medición para determinar el BS.
Otra forma de corroborar o confirmar que los resultados del autoinforme son precisos es a través de los informes de los informantes. Los informes de los informantes se entregan a los amigos más cercanos y a la familia del participante y se les pide que completen una encuesta o un formulario para preguntar sobre el estado de ánimo, las emociones y el estilo de vida general de los participantes. El participante puede escribir en el autoinforme que está muy contento, sin embargo, los amigos y familiares de ese participante registran que siempre está deprimido. Obviamente, esto sería una contradicción en los resultados que, en última instancia, conduciría a resultados inexactos.
Otro método para obtener una mejor comprensión de los resultados reales es a través del ESM, o el método de muestreo de experiencia. En esta medida, los participantes reciben una señal acústica / buscapersonas que sonará aleatoriamente a lo largo del día. Cada vez que suene la alarma / buscapersonas, el participante dejará de hacer lo que está haciendo y registrará la actividad en la que se encuentra actualmente y su estado de ánimo y sentimientos actuales. Hacer un seguimiento de esto durante un período de una semana o un mes le dará a los investigadores una mejor comprensión de las verdaderas emociones, estados de ánimo y sentimientos que el participante está experimentando, y cómo estos factores interactúan con otros pensamientos y comportamientos. Una tercera medida para garantizar la validez es el Método de reconstrucción diurna. En esta medida, los participantes llenan un diario de las actividades de los días anteriores. Luego se le pide al participante que describa cada actividad y proporcione un informe de cómo se sentían, qué estado de ánimo estaban experimentando y las emociones que surgieron. Por lo tanto, para garantizar resultados válidos, un investigador puede tender a usar autoinformes junto con otra forma de medición mencionada anteriormente. Se dice que alguien con un alto nivel de satisfacción con la vida y un balance afectivo positivo tiene un alto nivel de BS.

## Teorías que Explican el Bienestar Subjetivo
Las teorías de las causas de BS tienden a enfatizar influencias de arriba hacia abajo o de abajo hacia arriba.

### Perspectiva Descendente
En la vista de arriba hacia abajo, las características globales de la personalidad influyen en la forma en que una persona percibe los eventos. Por lo tanto, los individuos pueden tener una tendencia global a percibir la vida de una manera sistemáticamente positiva o negativa, dependiendo de sus rasgos de personalidad estables. Las teorías descendentes del BS sugieren que las personas tienen una predisposición genética a ser felices o infelices y esta predisposición determina su "punto de ajuste" de BS. La teoría del punto de ajuste implica que la línea base o el nivel de equilibrio de una persona en cuanto a su BS es una consecuencia de las características hereditarias y, por lo tanto, está casi completamente predeterminada al nacer. La evidencia de esta predisposición genética se deriva de estudios genéticos de comportamiento que han encontrado que la afectividad positiva y negativa tienen una alta heredabilidad (40% y 55% respectivamente en un estudio). Numerosos estudios de gemelos confirman la noción de la teoría de puntos de ajuste, sin embargo, no descartan la posibilidad de que los individuos experimenten cambios a largo plazo en BS.
Diener et al. tenga en cuenta que los estudios de heredabilidad son limitados, ya que describen al BS a largo plazo en una muestra de personas en una sociedad occidental moderna, pero pueden no ser aplicables a entornos más extremos que puedan influir en el BS y no proporcionan indicadores absolutos de efectos genéticos. Además, las estimaciones de heredabilidad son inconsistentes entre los estudios.
Otra evidencia de una predisposición genéticamente influenciada a BS proviene de los hallazgos de que la personalidad tiene una gran influencia en el BS a largo plazo. Esto ha llevado al modelo de equilibrio dinámico del BS. Este modelo propone que la personalidad proporciona una línea de base para las respuestas emocionales. Los eventos externos pueden alejar a las personas de la línea de base, a veces dramáticamente, pero estos movimientos tienden a ser de duración limitada, y la mayoría de las personas regresan a su línea de base con el tiempo.

### Perspectiva Ascendente
Desde una perspectiva de abajo hacia arriba, la felicidad representa una acumulación de experiencias felices. Las influencias de abajo hacia arriba incluyen eventos externos y amplios factores demográficos y de situación, como la salud y el estado civil. Los enfoques de abajo hacia arriba se basan en la idea de que existen necesidades humanas básicas universales y que la felicidad resulta de su cumplimiento. En apoyo de esta visión, hay evidencia de que los eventos placenteros diarios se asocian con un aumento del afecto positivo, y los eventos desagradables diarios o las molestias se asocian con un mayor afecto negativo.
Sin embargo, las investigaciones sugieren que los eventos externos representan una proporción mucho menor de la varianza en los autoinformes de BS que los factores de arriba hacia abajo, como la personalidad. Una teoría propuesta para explicar el impacto limitado de los eventos externos en BS es la adaptación hedónica. Basado originalmente en el concepto de una "adaptación hedónica", esta teoría propone que los eventos externos positivos o negativos aumentan o disminuyen temporalmente los sentimientos de BS, pero a medida que pasa el tiempo, las personas tienden a acostumbrarse a sus circunstancias y tienen una tendencia a volver a lo personal. BS "consigna" o nivel de línea de base.
La teoría de la adaptación hedónica originalmente propuso que la mayoría de las personas regresan a un nivel neutral de BS (es decir, ni feliz ni infeliz) ya que habitúan a los eventos. Sin embargo, investigaciones posteriores han demostrado que para la mayoría de las personas, el nivel de referencia de BS es al menos ligeramente positivo, ya que la mayoría de las personas tienden a decir que son al menos algo felices en general y tienden a experimentar un estado de ánimo positivo cuando no se producen eventos adversos. Los refinamientos adicionales a esta teoría han demostrado que las personas no se adaptan a todos los eventos de la vida por igual, ya que las personas tienden a adaptarse rápidamente a algunos eventos (por ejemplo, encarcelamiento), lentamente a otros (por ejemplo, la muerte de un ser querido), y en absoluto a otros (ej. ruido y sexo).

## Factores que Afectan al Bienestar Subjetivo

### Personalidad y genética
Varios estudios han encontrado que las construcciones de BS están fuertemente asociadas con una gama de rasgos de personalidad, incluidos los del modelo de cinco factores. Los hallazgos de numerosos estudios de personalidad muestran que la genética representa el 20-48% de la varianza en el modelo de cinco factores y la varianza en el bienestar subjetivo también es heredable. Específicamente, el neuroticismo predice un bienestar subjetivo más pobre, mientras que la extraversión, la amabilidad, la conciencia y la apertura a la experiencia tienden a predecir un mayor bienestar subjetivo. Un metanálisis encontró que el neuroticismo, la extraversión, la amabilidad y la conciencia estaban significativamente relacionados con todas las facetas de BS examinadas (afecto positivo, negativo y general; felicidad; satisfacción con la vida; y calidad de vida). El neuroticismo fue el predictor más fuerte del BS en general y es el predictor más fuerte de afecto negativo.
Un gran número de rasgos de personalidad están relacionados con las construcciones de BS, aunque la inteligencia tiene relaciones insignificantes. El afecto positivo se predice con mayor intensidad mediante la extraversión, en menor grado de simpatía, y más débilmente por la apertura a la experiencia. La felicidad fue predicha más fuertemente por la extraversión, y también fue fuertemente predicha por el neuroticismo, y en menor medida por los otros tres factores. La satisfacción con la vida se predijo significativamente por el neuroticismo, la extraversión, la amabilidad y la conciencia. La calidad de vida fue muy fuertemente predicha por el neuroticismo, y también fue fuertemente predicha por la extraversión y la conciencia, y hasta cierto punto por la amabilidad y la apertura a la experiencia. Un estudio encontró que el bienestar subjetivo era genéticamente indistinto de los rasgos de personalidad, especialmente aquellos que reflejaban estabilidad emocional (bajo neuroticismo) y actividad social y física (alta extraversión) y restricción (alta conciencia).
DeNeve (1999) argumentó que hay tres tendencias en la relación entre la personalidad y BS. En primer lugar, BS está estrechamente vinculado a rasgos asociados con tendencias emocionales (estabilidad emocional, afectividad positiva y tensión). En segundo lugar, los rasgos de mejora de la relación (por ejemplo, confianza, afiliación) son importantes para el bienestar subjetivo. Las personas felices tienden a tener relaciones sólidas y son buenas para fomentarlas. En tercer lugar, la forma en que las personas piensan y explican los eventos es importante para el bienestar subjetivo. Evaluar los eventos de una manera optimista, tener un sentido de control y hacer esfuerzos de afrontamiento activos facilita el bienestar subjetivo. La confianza, un rasgo sustancialmente relacionado con el BS, en oposición al cinismo, implica hacer atribuciones positivas en lugar de negativas sobre los demás. Hacer atribuciones positivas y optimistas en lugar de negativas pesimistas facilita el bienestar subjetivo.
El rasgo relacionado de eudaimonia o bienestar psicológico, también es heredable. La evidencia de un estudio apoya 5 mecanismos genéticos independientes que subyacen en las facetas de Ryff del bienestar psicológico, lo que lleva a un constructo genético de eudaimonia en términos de autocontrol general, y cuatro mecanismos biológicos subsidiarios que permiten las capacidades psicológicas de propósito, agencia, crecimiento, y relaciones sociales positivas.

### Influencias Sociales
El nivel de bienestar subjetivo de una persona está determinado por muchos factores diferentes y las influencias sociales demuestran ser fuertes. Los resultados del famoso Estudio del corazón de Framingham indican que los amigos a tres grados de separación (es decir, amigos de amigos de amigos) pueden afectar la felicidad de una persona. Del resumen: "Un amigo que vive a una milla (aproximadamente 1,6 km) y que se vuelve feliz aumenta la probabilidad de que una persona sea feliz en un 25%".
De manera general las relaciones, el matrimonio, el parentesco, las amistades íntimas, la cooperación con conocidos, y las prácticas religiosas y espirituales están asociadas a la felicidad y a un bienestar duradero.
Hay dos maneras de explicar la relación entre felicidad y matrimonio. La primera es que las personas más felices se casan y las más infelices no porque las primeras son más atractivas como cónyuges que las segundas. La segunda es que el matrimonio ofrece a las personas una gama de beneficios que las hacen felices. El matrimonio ofrece intimidad psicológica y física, un contexto en el que tener hijos y crear un hogar, un rol social como cónyuge y progenitor y un contexto en el que afirmar la propia identidad y crear una posteridad.
Las relaciones de apoyo muy estrechas entre padres e hijos, entre hermanos y entre miembros de la familia extendida refuerzan el apoyo social disponible para todos los miembros de la familia. Este apoyo social refuerza el bienestar subjetivo porque, desde el punto de vista de la evolución, estamos unidos para obtener la felicidad de este contacto con nuestra red de parentesco.
Se ha visto que el hecho de mantener unas cuantas relaciones de confianza está correlacionado con la felicidad y el bienestar subjetivo. Es posible que las personas felices sean seleccionadas con más frecuencia como amigos y confidentes porque ofrecen una compañía más atractiva que las personas tristes. Además, las relaciones de confianza satisfacen la necesidad de afiliación lo que a las personas sentirse felices y satisfechas. Algo muy importante es que las amistades íntimas ofrecen apoyo social.
Las personas entregadas a la religión pueden ser más felices que otras por muchas razones y tres de ellas han sido consideradas de manera seria por la psicología. En primer lugar, la religión ofrece un sistema de creencias coherente que permite a estas personas encontrar un significado de vida en la vida y tener esperanza en el futuro. En segundo lugar, asistir de una manera rutinaria a ceremonias religiosas y formar parte de la comunidad religiosa ofrece a estas personas apoyo social. Por último, el hecho de profesar una religión suele estar asociado a un estilo de vida más sano desde el punto de vista físico y psicológico, que se caracteriza por la fidelidad matrimonial, tener conducta prosocial altruista, moderación al comer y beber y tener compromiso con el trabajo.

### Riqueza
Las investigaciones indican que la riqueza está relacionada con muchos resultados positivos en la vida. Tales resultados incluyen: mejor salud y salud mental, mayor longevidad, menores tasas de mortalidad infantil, experimentan menos eventos estresantes en la vida, y con menos frecuencia víctimas de delitos violentos. Sin embargo, la investigación sugiere que la riqueza tiene un impacto más pequeño en la BS de lo que la gente generalmente piensa, aunque los ingresos más altos se correlacionan sustancialmente con los informes de satisfacción con la vida.
La influencia relativa de la riqueza junto con otros componentes materiales en el bienestar subjetivo general de una persona se está estudiando a través de nuevas investigaciones. El Proyecto de bienestar en Human Science Lab investiga cómo el bienestar material y el bienestar perceptivo funcionan como determinantes relativos en el condicionamiento de nuestra mente para emociones positivas.
En un estudio realizado por Aknin, Norton y Dunn (2009), los investigadores pidieron a los participantes de todo el espectro de ingresos que informaran sobre su propia felicidad y que predijeran la felicidad de los demás y de ellos mismos en diferentes niveles de ingresos. En el estudio 1, la felicidad predicha oscilaba entre 2.4-7.9 y la felicidad real oscilaba entre 5.2-7.7. En el estudio 2, la felicidad predicha oscilaba entre 15-80 y la felicidad real oscilaba entre 50-80. Estos hallazgos muestran que las personas creen que el dinero hace más por la felicidad de lo que realmente hace. Sin embargo, algunas investigaciones indican que si bien las medidas socioeconómicas del estado no se corresponden con una mayor felicidad, las medidas del estado sociométrico (estado en comparación con las personas que se encuentran cara a cara a diario) se correlacionan con un mayor bienestar subjetivo, más allá de lo normal. los efectos de la extroversión y otros factores.
La Paradoja de Easterlin también sugiere que no hay conexión entre el desarrollo económico de una sociedad y su nivel promedio de felicidad. A lo largo del tiempo, Easterlin ha analizado la relación entre la felicidad y el producto interno bruto (PIB) en todos los países y dentro de los países. Hay tres fenómenos diferentes a considerar cuando se examina la conexión entre el dinero y el bienestar subjetivo; el aumento del PIB dentro de un país, el ingreso relativo dentro de un país y las diferencias en el PIB entre países.
Más específicamente, al hacer comparaciones entre países, un principio llamado Diminishing Marginal Utility of Income (DMUI) se mantiene firme. Veenhoven (1991) dijo: "No solo vemos una clara relación positiva [entre la felicidad y el PNB per cápita], sino también un patrón curvilíneo, que sugiere que la riqueza está sujeta a una ley de rendimientos decrecientes de la felicidad". Lo que significa que un aumento de $1,000 en el ingreso real, se vuelve cada vez más pequeño cuanto más alto es el nivel inicial de ingreso, teniendo menos impacto en el bienestar subjetivo. Easterlin (1995) demostró que la DMUI es cierta cuando se comparan países, pero no cuando se observa un aumento del producto interno bruto dentro de los países.

### Salud
Existen asociaciones positivas sustanciales entre la salud y la BS, de modo que las personas que califican su salud general como "buena" o "excelente" tienden a experimentar un mejor BS en comparación con las que califican su salud como "justa" o "pobre". Un metanálisis encontró que las autoevaluaciones de la salud general estaban más fuertemente relacionadas con el BS que las calificaciones de salud de los médicos. La relación entre salud y BS puede ser bidireccional. Existe evidencia de que un buen bienestar subjetivo contribuye a mejorar la salud. Una revisión de los estudios longitudinales encontró que las mediciones de los niveles de bienestar subjetivo de referencia, como el optimismo y el efecto positivo, predijeron el estado de salud a largo plazo y la mortalidad. A la inversa, varios estudios encontraron que la depresión basal predecía un estado de salud y mortalidad a más largo plazo más pobres. La salud de referencia bien puede tener una influencia causal en el bienestar subjetivo, por lo que es difícil establecer la causalidad. Varios estudios encontraron que las emociones positivas y el optimismo tuvieron un impacto beneficioso en la salud cardiovascular y en el funcionamiento inmunológico. También se sabe que los cambios en el estado de ánimo están asociados con cambios en la respuesta inmune y cardiovascular. Existe evidencia de que las intervenciones que tienen éxito en mejorar el bienestar subjetivo pueden tener efectos beneficiosos en aspectos de la salud. Por ejemplo, se ha encontrado que la meditación y el entrenamiento de relajación aumentan el efecto positivo y reducen la presión arterial. El efecto de tipos específicos de bienestar subjetivo no está del todo claro. Por ejemplo, la duración de los efectos del estado de ánimo y las emociones en la salud no está clara. Tampoco está claro si algunos tipos de bienestar subjetivo predicen la salud independientemente de otros. La meditación tiene el poder de aumentar la felicidad porque puede mejorar la autoconfianza y reducir la ansiedad, lo que aumenta tu bienestar. El cultivo de fortalezas y recursos personales, como el humor, la compañía social / animal y las ocupaciones diarias, también parece ayudar a las personas a preservar niveles aceptables de BS a pesar de la presencia de síntomas de depresión, ansiedad y estrés.
Las investigaciones sugieren que explorar la felicidad de un paciente es una de las cosas más importantes que un médico puede hacer para predecir la salud y la longevidad de ese paciente. En las sociedades modernas conscientes de la salud, la mayoría de las personas pasan por alto las emociones como un componente vital de la salud, mientras se enfocan más en la dieta y el ejercicio. Según Diener & Biswas-Diener, las personas que son felices se enferman menos que las personas que son infelices. Hay tres tipos de salud: morbilidad, supervivencia y longevidad. La evidencia sugiere que los tres pueden mejorarse a través de la felicidad:
1. La morbilidad, en pocas palabras, es si una persona desarrolla o no una enfermedad grave, como la gripe o el cáncer.[11] En un estudio longitudinal de 30 años, se encontró que los participantes que eran altos en emociones positivas tenían tasas más bajas de muchos problemas de salud. Algunas de estas enfermedades / problemas incluyen tasas de mortalidad más bajas debido a enfermedades cardíacas, suicidios, accidentes, homicidios, enfermedades mentales, dependencia de drogas y enfermedades hepáticas relacionadas con el alcoholismo. Además, los resultados mostraron que los participantes deprimidos eran más propensos a tener ataques cardíacos y recurrencias de ataques cardíacos en comparación con personas felices.
2. Supervivencia es el término usado para lo que le sucede a una persona después de que ya ha desarrollado o contraído una enfermedad grave.[11] Aunque se ha demostrado que la felicidad aumenta la salud, con la supervivencia, este puede no ser el caso. La supervivencia puede ser la única área de la salud en la que la evidencia sugiere que la felicidad en realidad puede ser perjudicial. No está claro por qué exactamente los resultados de la investigación sugieren que este es el caso, sin embargo, Diener y Biswas-Diener ofrecen una explicación. Es posible que las personas felices no informen los síntomas de la enfermedad, lo que en última instancia puede llevar a la ausencia de tratamiento o tratamiento inadecuado. Otra posible razón puede ser que las personas felices tienden a ser optimistas, lo que las lleva a tomar sus síntomas a la ligera, a buscar tratamiento demasiado tarde o a seguir las instrucciones del médico a medias. Y, por último, Diener y Biswas-Diener sugieren que las personas con enfermedades graves tienen más probabilidades de elegir vivir el resto de sus días sin tratamientos dolorosos o invasivos.[11]
3. La longevidad, la tercera área de la salud, se mide por la edad de la muerte de un individuo.[11] La investigadora principal, Deborah Danner, de la Universidad de Kentucky, investigó los vínculos entre la felicidad de un individuo y su longevidad. Danner reclutó a 180 monjas católicas de un convento cercano como participantes de su estudio. Ella eligió a las monjas porque viven vidas muy similares. Esto elimina muchas variables de confusión que pueden estar presentes en otras muestras, lo que puede llevar a resultados inexactos. Estas variables de confusión podrían incluir el uso de drogas, el abuso del alcohol, la dieta y la toma de riesgos sexuales. Dado que hay pocas diferencias entre las monjas en cuanto a las variables de confusión, esta muestra ofreció la mejor opción para que coincida con un entorno de laboratorio controlado. Los resultados mostraron que las monjas que fueron consideradas. Felices o positivas en su manera e idioma vivieron en promedio 10 años más que las monjas que fueron consideradas infelices o negativas en su forma e idioma. Un estudio de seguimiento realizado por la investigadora de salud Sarah Pressman examinó a 96 psicólogos famosos para determinar si también se verían resultados similares de la investigación de monjas. Los resultados de Pressman mostraron que los psicólogos positivos o felices vivieron, en promedio, 6 años más. Los psicólogos que fueron considerados. Negativos o infelices vivieron, en promedio, 5 años menos.[11]

### Características Físicas
Se ha encontrado una relación positiva entre el volumen de materia gris en el área derecha del cerebro (precúneo) y la puntuación de felicidad subjetiva del sujeto. Se encontró que una intervención basada en atención plena de 6 semanas se correlaciona con un aumento significativo de la materia gris dentro del precúneo.

### Ocio
Hay una serie de dominios que se cree que contribuyen al bienestar subjetivo. En un estudio realizado por Hribernik y Mussap (2010), se encontró que la satisfacción con el tiempo libre predice una varianza única en la satisfacción con la vida, lo que respalda su inclusión como un dominio distinto de la vida que contribuye al bienestar subjetivo. Además, el estado de la relación interactuó con el grupo de edad y el género en las diferencias en la satisfacción del ocio. Sin embargo, la relación entre la satisfacción con el ocio y la satisfacción con la vida se redujo al considerar el impacto del afecto central (estado de ánimo subyacente). Esto sugiere que la satisfacción del ocio puede ser influenciada principalmente por el nivel de bienestar subjetivo de un individuo representado por el efecto central. Esto tiene implicaciones para las posibles limitaciones en la medida en que la satisfacción del ocio puede mejorarse más allá de los niveles preexistentes de bienestar y estado de ánimo en las personas.

### Variaciones Culturales
Aunque todas las culturas parecen valorar la felicidad, las culturas varían en la forma en que definen la felicidad. También hay evidencia de que las personas en culturas más individualistas tienden a considerarse más altas en bienestar subjetivo en comparación con las personas en culturas más colectivistas.
En las culturas occidentales, los predictores de la felicidad incluyen elementos que apoyan la independencia personal, un sentido de agencia personal y la expresión personal. En las culturas orientales, los predictores de la felicidad se centran en un yo interdependiente que es inseparable de otros significativos. En comparación con las personas en culturas individualistas, las personas en culturas colectivistas tienen más probabilidades de basar sus juicios sobre la satisfacción con la vida en la importancia que tienen los demás para evaluar su vida que en el equilibrio de las emociones internas que se experimentan como placenteras en lugar de desagradables. Las experiencias emocionales agradables tienen un componente social más fuerte en las culturas de Asia oriental en comparación con las occidentales. Por ejemplo, es más probable que las personas en Japón asocien la felicidad con emociones que interactúan con la persona (como los sentimientos amistosos), mientras que las personas en los Estados Unidos tienen más probabilidades de asociar la felicidad con las emociones que se separan de la persona (orgullo, por ejemplo). [45] También hay diferencias culturales en los motivos y objetivos asociados con la felicidad. Por ejemplo, los estadounidenses de origen asiático tienden a experimentar una mayor felicidad después de alcanzar objetivos que son agradables o aprobados por otros significativos en comparación con los estadounidenses de origen europeo. También hay evidencia de que una alta autoestima, un sentido de control personal y un sentido de identidad consistente se relacionan más fuertemente con BS en las culturas occidentales que en las orientales. Sin embargo, esto no quiere decir que estas cosas no sean importantes para BS en las culturas orientales. La investigación ha encontrado que incluso dentro de las culturas orientales, las personas con una alta autoestima y un sentido de identidad más consistente son algo más felices que aquellas que tienen pocas características. No hay evidencia de que la baja autoestima y demás [vagos] sean realmente beneficiosos para los BS en cualquier cultura conocida.
Una gran cantidad de evidencia de investigación ha confirmado que las personas en sociedades individualistas reportan niveles más altos de felicidad que las personas en colectivistas y que los factores socioeconómicos por sí solos no son suficientes para explicar esta diferencia. [45] Además de las diferencias políticas y económicas, las naciones individualistas frente a las colectivistas difieren de manera confiable en una variedad de características psicológicas que están relacionadas con BS, como las normas emocionales y las actitudes hacia la expresión de las necesidades individuales. Las culturas colectivistas se basan en la creencia de que el individuo existe en beneficio de la unidad social más grande, mientras que las culturas más individualistas suponen lo contrario. Las culturas colectivistas hacen hincapié en mantener el orden y la armonía social y, por lo tanto, esperan que los miembros repriman sus deseos personales cuando sea necesario para promover los intereses colectivos. Tales culturas, por lo tanto, consideran la autorregulación más importante que la autoexpresión o los derechos individuales. En contraste, las culturas individualistas enfatizan el valor inalienable de cada persona y esperan que los individuos se vuelvan autodirigidos y autosuficientes. Si bien las personas en culturas colectivistas pueden obtener felicidad de la aprobación social que reciben de reprimir el interés propio, la investigación parece sugerir que la expresión personal produce una mayor "recompensa" de felicidad en comparación con la búsqueda de aprobación fuera de uno mismo.

Otras variables y datos de interés
Algunos autores han estudiado el efecto en el envejecimiento, género y problemas medioambientales en el bienestar subjetivo. 

## Psicología Positiva
La psicología positiva está particularmente relacionada con el estudio de BS. La psicología positiva fue fundada por Seligman y Csikszentmihalyi (2000), quienes identificaron que la psicología no es solo el estudio de la patología, la debilidad y el daño; pero también es el estudio de la fuerza y la virtud. Investigadores en psicología positiva han señalado que en casi todas las culturas estudiadas, la búsqueda de la felicidad se considera uno de los objetivos más valiosos de la vida. Comprender las diferencias individuales en BS es de gran interés en la psicología positiva, particularmente en el tema de por qué algunas personas son más felices que otras. Algunas personas continúan siendo felices ante la adversidad, mientras que otras son crónicamente infelices en el mejor de los casos.
La psicología positiva ha investigado cómo las personas podrían mejorar su nivel de BS y mantener estas mejoras a largo plazo, en lugar de volver a la línea de base. Lyubomirsky (2001) argumentó que el BS está influenciada por una combinación de personalidad / genética (los estudios han encontrado que las influencias genéticas generalmente representan el 35-50% de la variación en las medidas de felicidad), las circunstancias externas y las actividades que afectan al BS. Ella argumentó que cambiar las circunstancias externas tiende a tener solo un efecto temporal en el BS, mientras que participar en actividades (mentales y / o físicas) que mejoran el BS.